# Ювілейний парк (Костянтинівка)
Парк "Ювілейний" — парк у Костянтинівці. Розташований на лівому березі річки Кривий Торець.
Парк було закладено в 1972 році на проспекті Свободи (Ломоносова), і через два роки він розпочав свою роботу. Займає площу 203 гектари, більшість якої засаджена деревами. 
На території розташовані дитячі майданчики, більше десятка атракціонів, танцювальний майданчик, читальний зал, кафе "Відпочинок", літня естрада, фонтан. До комплексу також входять стадіон "Автоскло" (відкритий раніше — у серпні 1958 року), міський пляж та човнова станція на березі Першого ставка.

## Історія
Колесо огляду, або ж чортове колесо, стало одним із найбільш захоплюючих та популярних атракціонів у парку. Міф про можливість застрягнути на вершині колеса розходився серед дітей, що додавало атмосфери невпевненості та захоплення. З його висоти відкривалась захоплююча панорама міста, роблячи його відмінним орієнтиром для відвідувачів. У парку існували два таких колеса, перше з них було встановлено у 1972-1975 роках. У подальшому його замінили новішим варіантом. Вони відрізнялися деталями конструкцій, перше було трохи меншим за розміром. Деякий час «колеса» стояли одночасно, поряд, потім перше було розібрано.
Крім того, популярними атракціонами були "Веселі гірки" та ланцюжна карусель "Вітерець", де враження підсилювалося з ростом висоти. "Човники" також були унікальним атракціоном, де відвідувачі мусили самі розгойдувати свої судна, при цьому дотримуючись правил техніки безпеки.
Найменшим гостям парку пропонували карусель, побудовану з дерев'яних платформ та металевих фігурок, що зберіглася з перших днів парку.
Крім розваг, у парку і на стадіоні часто проводилися міські свята. Серед них особливе місце займав День міста, який почав своє святкування у 1984 році. Це свято стало важливою традицією, включаючи ярмарки ремесел, театралізовані ходи та огляд спортивних досягнень міста. Такі заходи стали важливими точками в житті міста, визначаючи його соціальний та культурний розвиток.

## Російське вторгнення
Після початку повномаштабного вторгнення, парк "Ювілейний" тимчасово не працює.